# Ukrainische Eishockeyliga 2013/14
Die Saison 2013/14 war die 21. Spielzeit der ukrainischen Eishockeyliga, der höchsten ukrainischen Eishockeyspielklasse. Meister wurde zum ersten Mal in der Vereinsgeschichte  der HK Kompanjon-Naftohas Kiew. Die Saison begann am 28. Oktober 2013 und endete im März 2014.

## Modus
Die sechs Mannschaften absolvierten in der Hauptrunde insgesamt 20 Spiele. Die vier bestplatzierten Mannschaften qualifizierten sich für die Playoffs, in denen der Meister ausgespielt wurde. Für einen Sieg nach regulärer Spielzeit erhielt jede Mannschaft drei Punkte, für einen Sieg nach Overtime zwei Punkte, bei einer Niederlage nach Overtime gab es ein Punkt und bei einer Niederlage nach regulärer Spielzeit null Punkte.

## Hauptrunde
|    | Klub                       | Sp | S  | OTS | SOS | SON | OTN | N  | Tore    | Punkte |
| -- | -------------------------- | -- | -- | --- | --- | --- | --- | -- | ------- | ------ |
| 1. | HK Kompanjon-Naftohas Kiew | 24 | 18 | 0   | 0   | 4   | 0   | 2  | 098:043 | 58     |
| 2. | HK Bilyj Bars Browary      | 24 | 13 | 0   | 6   | 0   | 0   | 5  | 116:042 | 51     |
| 3. | HK Sokil Kiew              | 24 | 8  | 1   | 1   | 1   | 0   | 13 | 048:048 | 29     |
| 4. | HK Lewy Lwiw               | 24 | 7  | 0   | 0   | 0   | 1   | 16 | 044:123 | 22     |
| 5. | HK Generals Kiew           | 24 | 5  | 1   | 0   | 2   | 1   | 15 | 051:101 | 20     |
| 6. | HK Winnyzki Haydamaky      | 0  | 0  | 0   | 0   | 0   | 0   | 0  | –       | 0      |

Sp = Spiele, S = Siege, OTS = Overtime-Siege, SOS = Shootout-Sieg, SON = Shootout-Niederlage, OTN = Overtime-Niederlage, N = Niederlagen
Der HK Winnyzki Haydamaky wurde nach sechs Spieltagen wegen Nichtantritts aus der Liga ausgeschlossen und die bis dahin gespielten respektive gewerteten Ergebnisse annulliert. Der Modus wurde in der Folge um eine Doppelrunde auf nun 24 Saisonspiele geändert.

## Play-offs

### Turnierplan
|  | Halbfinale | Halbfinale                 | Halbfinale |  |  | Finale | Finale                     | Finale |
|  |            |                            |            |  |  |        |                            |        |
|  |            |                            |            |  |  |        |                            |        |
|  | 1          | HK Kompanjon-Naftohas Kiew | 2          |  |  |        |                            |        |
|  | 4          | HK Lewy Lwiw               | 0          |  |  |        |                            |        |
|  |            |                            |            |  |  | 1      | HK Kompanjon-Naftohas Kiew | 3      |
|  |            |                            |            |  |  | 2      | HK Bilyj Bars Browary      | 2      |
|  | 2          | HK Bilyj Bars Browary      | 2          |  |  |        |                            |        |
|  | 3          | HK Sokil Kiew              | 0          |  |  |        |                            |        |
|  |            |                            |            |  |  |        |                            |        |

### Halbfinale
- HK Lewy Lwiw – HK Kompanjon-Naftohas Kiew 0:2 (2:6, 1:6)
- HK Sokol Kiew – HK Bilyj Bars Browary 0:2 (1:2, 1:6)

### Finale
- HK Kompanjon-Naftohas Kiew – HK Bilyj Bars Browary 3:2 (3:1, 2:1, 1:3, 1:3, 2:1)

### Kader des ukrainischen Meisters
| Ukrainischer Meister HK Kompanjon-Naftohas Kiew | Torhüter: Sergei Sawjalow, Oleksandr Fedorow Abwehr: Jewhen Jemeljanenko, Denys Issajenko, Oleh Blahoj, Ruslan Boryssenko, Kyrylo Katrytsch, Jauhen Krywamas, Ruslan Swyrydow, Andrij Tatarenko Angriff: Walentyn Aleksjuk, Pawlo Boryssenko, Witalij Hawryljuk, Artem Hnidenko, Jewhen Dsjubenko, Denys Sabludowskyj, Jauhen Kurilin, Witalij Lytwynenko, Dmytro Nimenko, Roman Salnikow, Denys Samoilenko, Ihor Sljussar, Serhij Chartschenko, Serhij Tschernenko Trainer: Oleksandr Seukand |

## Auszeichnungen
Spielertrophäen
- Bester Torhüter: Mychailo Balaban (Sokol)
- Bester Verteidiger: Dmytro Tolkunow (Bilyj Bars)
- Bester Stürmer: Serhij Tschernenko (Kompanjon-Naftohas)
- Wertvollster Spieler: Sergei Sawjalow (Kompanjon-Naftohas)[4]

Topscorer
- Artem Bondarew (Bilyj Bars): 43 Punkte (22 Tore, 21 Assists)

Bester Torschütze
- Artem Bondarew (Bilyj Bars): 22 Tore